# Johan av Hoya
Johan av Hoya, död 11 juni 1535 på Fyn i Danmark, var en tysk greve från Lübeck och son till greve Jobst I av ätten Hoya.
Johan av Hoya kom 1524 till Sverige, där han 1525 gifte sig med Gustav Vasas syster Margareta Eriksdotter (Vasa) som var änka efter Joakim Brahe (avrättad vid Stockholms blodbad). Samma år intogs han i rådet och belänades med Viborgs och Nyslotts län i Finland, senare även Kumogårds län.
Hoya kom att användas i flera diplomatiska uppdrag, bland annat i förhandlingarna kring Daljunkerns avrättning och som underhandlare med Lübeck angående den stora svenska skulden. Den summa som förhandlades fram 1529 godkändes inte av Gustav Vasa, och under samma tid – möjligen på grund av detta – uppstod en svår ovänskap mellan kungen och Hoya. Resultatet blev att svågern fick fly till Tyskland i juni 1534.
Inom kort trädde han i tjänst hos hertig Albrekt av Mecklenburg. Under grevefejden övergick han i december 1534 tillsammans med Markus Meyer med en krigsstyrka till Skåne, men blev där i grund slagen vid Hälsingborg i januari 1535. Inte långt därefter stupade han i slaget vid Öxnebjerg på Fyn den 11 juni 1535.
Hoyas son Johan dog 1574 som biskop av Osnabrück, Münster och Paderborn.